# ترک تابعیت ایران
ترک تابعیت به این معناست که شخص رابطه سیاسی و معنوی خود را با دولت متبوعش قطع کند و به درخواست خودش از او سلب تابعیت صورت بگیرد. مطابق اصل چهل و یکم قانون اساسی ایران هر شخصی می‌تواند به درخواست خود تابعیت ایرانی اش را از دست بدهد.
در گذشته سلب تابعیت به عنوان یک مجازات نسبت به افراد اجرا می‌شد و در بسیاری از کشورها چنین مجازاتی وجود داشت اما امروزه به جهت جلوگیری از بی تابعیتی اشخاص این مجازات از نظام کیفری کشورها کنار گذاشته شد. در قانون مدنی ایران نیز بر اساس ماده ۹۸۱ افرادی که علیه امنیت ایران اقدام می‌کردند تابعیت ایرانی شان به عنوان مجازات سلب می‌شد اما در سال ۱۳۷۰ این ماده حذف شد و امروزه چنین مجازاتی در حقوق ایران وجود ندارد.

## شرایط ترک تابعیت ایران
مطابق ماده ۹۸۸ قانون مدنی ایران اشخاصی که می‌خواهند تابعیت ایرانی را ترک کنند باید چهار شرط را رعایت کنند:
۱-به سن ۲۵ سال تمام رسیده باشند.
۲-هیئت وزراء اجازه خروج از تابعیت آنها را بدهد.
۳-تعهد کنند که ظرف یک سال از تاریخ ترک تابعیت، تمامی اموال غیرمنقول خود را که در ایران دارا هستند یا به وسیله ارث به آنها خواهد رسید به اتباع ایرانی منتقل کنند وگرنه پس از گذشتن این یک سال دادستان محل وقوع اموال غیرمنقول اقدام به فروش این اموال خواهد کرد و قیمت را به این اشخاص می‌دهد. البته این اشخاص بعداً نیز نمی‌توانند در ایران مال غیرمنقولی بخرند.
۴-خدمت سربازی خود را چنانچه مرد هستند انجام داده باشند.
علاوه بر این چهار مورد بر اساس تبصره الف ماده ۹۸۸ قانون مدنی شخصی که ترک تابعیت می‌کند باید در ظرف سه ماه از تاریخ صدور سند ترک تابعیت، خاک ایران را ترک کند وگرنه مقامات مربوط اقدام به اخراج او از ایران خواهند کرد.

## کسب تابعیت خارجی بدون ترک تابعیت ایران
اشخاصی که مطابق ماده ۹۸۸ قانون مدنی ایران اقدام به ترک تابعیت نکرده باشند و تابعیت خارجی کسب کرده باشند بر اساس ماده ۹۸۹ قانون مدنی، همچنان تبعه ایران محسوب می‌شوند در واقع هر تبعه ایرانی که بخواهد تابعیت کشور دیگری را به‌دست آورد ابتدا باید تابعیت ایرانی خود را ترک کرده باشد در غیر این صورت، تابعیت خارجی آنها توسط دولت ایران به رسمیت شناخته نمی‌شود بنابراین چنین اشخاصی از نظر بین‌المللی دارای تابعیت مضاعف می‌شوند همچنین تمامی اموال غیرمنقول این اشخاص در ایران توسط دادستان محل به فروش می‌رسد و قیمت فروش این اموال به این اشخاص داده می‌شود و دیگر حق خرید اموال غیرمنقول را در ایران ندارند. همچنین از پاره ای حقوق مانند وزارت، نمایندگی مجلس، مشاغل دولتی و… محروم می‌شوند.
البته تبصره ماده ۹۸۹ مقرر کرده که ممکن است هیئت وزراء به پیشنهاد وزارت امور خارجه اجازه دهد تا تابعیت خارجی عده ای از این اشخاص به رسمیت شناخته شود.